# Enciclopedia de los Planetas Extrasolares
La  Enciclopedia de los Planetas Extrasolares es un sitio web de astronomía, fundada en París, Francia por Jean Schneider en febrero de 1995, que mantiene una base de datos de todos los planetas extrasolares conocidos y candidatos actualmente, con páginas de notas individuales para cada planeta y una lista completa en forma de catálogo interactivo hecha en hoja de cálculo.  El catálogo principal consta de bases de datos de todos los planetas extrasolares confirmados en la actualidad, así como una base de datos de detecciones de planetas sin confirmar. Las bases de datos se actualizan con frecuencia con los nuevos datos de las publicaciones revisada por expertos y conferencias.
En sus respectivas páginas, los planetas se enumeran junto con sus propiedades básicas, como el año del descubrimiento, masa, radio, período orbital, semieje mayor, excentricidad, inclinación, longitud del periastro, tiempo del periastro, variación en el tiempo máximo, y tiempo del tránsito, incluyendo todos los valores de margen de error.
Las páginas individuales de datos de planeta también contienen los datos de la estrella madre como nombre, distancia (pc), tipo espectral,  temperatura efectiva, magnitud aparente, masa, radio,  edad,  ascensión recta coordenadas,  declinación coordenadas. Incluso cuando se les conoce, no todas estas cifras se muestran en el catálogo interactivo.